# Safavider

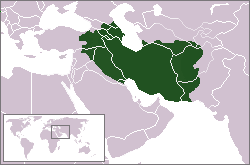
Karta över det safavidiska imperiet

Safaviderna var en persisk dynasti härstammande från Ardabil som härskade från 1501 till 1736 i Persien och etablerade shiaislam som Persiens officiella religion.
Dynastin var av kurdiskt ursprung och grundades av Ismail I. Dess storhetstid inföll under shah Abbas I (1588-1629) då Isfahan var huvudstad.
Safaviderna hade en mycket stark militärmakt och kunde genom denna kontrollera riket. Namnet kommer av Safi-al-din, som levde i slutet av 1200- och början av 1300-talet, och som ses som grundaren till sufiorden Safavidorden. Under Safavidernas tid ändrades dåvarande Persiska rikets huvudstad från Isfahan till Ardabil, i nuvarande iranska regionen Azarbaijan.
Under ett par korta perioder kontrollerade safaviderna även territoriet motsvarande nuvarande Irak, från början av 1500-talet till 1534 och åren 1623–1638, efter vilka Osmanska riket tog makten i området.

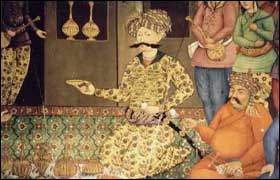
Shah Abbas (I) den store.
Det safavidiska Irans flagga.